# 花嫁のパパ2
『花嫁のパパ2』（はなよめのパパツー、Father of the Bride Part II）は、1995年のアメリカ合衆国のコメディ映画。監督はチャールズ・シャイア、出演は出演はスティーヴ・マーティン、ダイアン・キートン、マーティン・ショートなど。1991年の映画『花嫁のパパ』の続編で、1951年の映画『可愛い配当』のリメイクである。

## キャスト
| 役名                          | 俳優                                 | 日本語吹替 |
| ----------------------------- | ------------------------------------ | ---------- |
| ジョージ・バンクス            | スティーヴ・マーティン               | 羽佐間道夫 |
| ニーナ・バンクス              | ダイアン・キートン                   | 宗形智子   |
| フランク・エッグルホッファー  | マーティン・ショート                 | 江原正士   |
| アニー・バンクス=マッケンジー | キンバリー・ウィリアムズ＝ペイズリー | 松本梨香   |
| ブライアン・マッケンジー      | ジョージ・ニューバーン               | 入江崇史   |
| マッティ・バンクス            | キーラン・カルキン                   | 鎌手宣行   |
| ハワード・ワインスタイン      | B・D・ウォン                         | 石黒久也   |
| ジョン・マッケンジー          | ピーター・マイケル・ゴーツ           | 石森達幸   |
| ジョアンナ・マッケンジー      | ケイト・マクレガー＝スチュワート     | 牧野和子   |
| ミーガン・アイゼンバーグ      | ジェーン・アダムズ                   | 田中敦子   |
| ハビブ氏                      | ユージン・レヴィ                     | 龍田直樹   |

- 吹替その他：宝亀克寿、菊地ゆうみ、真山亜子、湯屋敦子、岡村明美、永野広一、松本大、小野泰隆

- 日本語吹替版スタッフ
  - 演出：高橋剛
  - 翻訳：九鮎子
  - 録音制作：東北新社
  - 制作監修：岡本企美子
  - 制作：DISNEY CHARACTER VOICES INTERNATIONAL, INC.

## 作品の評価
Rotten Tomatoesによれば、23件の評論のうち高評価は52%にあたる12件で、平均点は10点満点中5.7点となっている。
Metacriticによれば、16件の評論のうち、高評価は5件、賛否混在は8件、低評価は3件で、平均点は100点満点中49点となっている。